# فيليبي بولتولوتشي بيريز
فيليبي بولتولوتشي بيريز (21 أغسطس 1993 في ساو باولو في البرازيل – )؛ هو لاعب كرة قدم كان يلعب كمدافع.

## وصلات خارجية
- فيليبي بولتولوتشي بيريز على موقع رابطة كرة القدم اليابانية للمحترفين (اليابانية)
- فيليبي بولتولوتشي بيريز على موقع Soccerway.com (الإنجليزية)
- فيليبي بولتولوتشي بيريز على موقع عالم كرة القدم.نت (الإنجليزية)